# بلوار نوبهار
بلوار نوبهار خیابانی در شهر کرمانشاه است که در مرکز این شهر قرار گرفته و از سمت جنوب از سه‌راه بیست و دو بهمن آغاز شده و از سمت شمال تا بلوار گلریزان امتداد می‌یابد. ساخت بخش جنوبی این خیابان در سال‌های ۱۳۴۱ همراه با ساخت کوی بیست و دو بهمن کرمانشاه انجام شد و در سال‌های بعد به سمت شمال توسعه یافت. بلوار نوبهار خیابانی تجاری در بخش نوساز شهر کرمانشاه است و یکی از حوزه‌های عمومی و مراکز تجمع مردم در این شهر به شمار می‌آید. طول این بلوار ۲۱۵۰ متر و کشیدگی آن دقیقاً در محور شمالی-جنوبی است.

## نامگذاری
خیابان نوبهار از بدو تأسیس به همین نام نامگذاری شد، اما بخش شمالی آن از چهارراه سیمتری دوم به سمت بلوار گلریزان در بین مردم به مرکزی معروف بود. از سال ۱۳۹۴ بخشی از قسمت شمالی بلوار نوبهار از میدان مرکزی تا بلوار گلریزان به نام «بلوار شهید پیری» نامگذاری شده‌است.

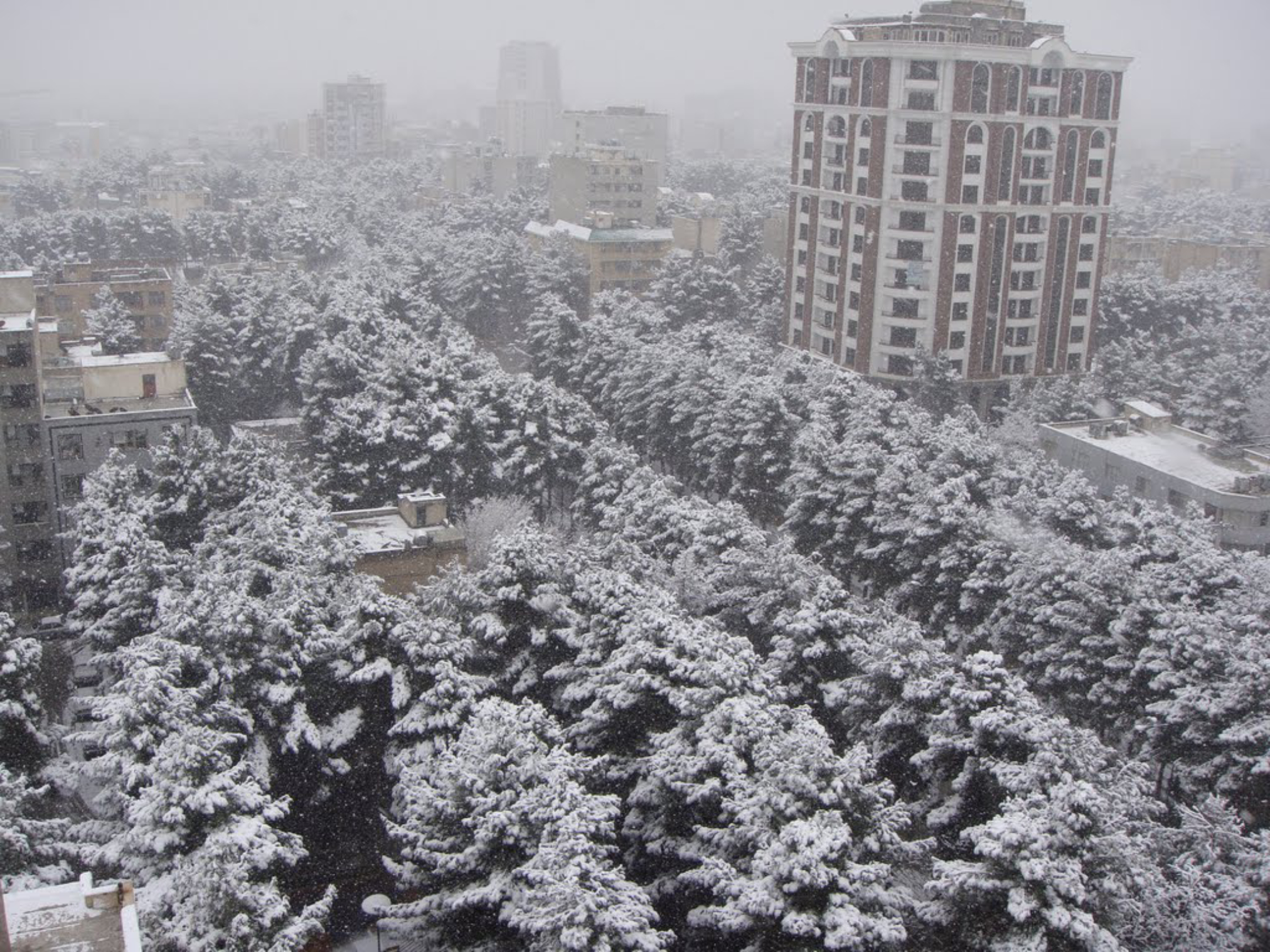
بخش جنوبی بلوار نوبهار در یک روز برفی،‌ زمستان ۲۰۰۹.

## تاریخچه
بلوار نوبهار بخشی از خیابان‌کشی‌هایی بود که در طرح کوی بیست و دو بهمن کرمانشاه پیش‌بینی شده‌بود. بخش جنوبی این خیابان که همزمان با آغاز ساخت این کوی از سال ۱۳۴۱ ساخته شده و قدمت بیشتری دارد، با درختان کاج درختکاری شده‌است. بخش های شمالی‌تر که بعداً و در نتیجهٔ تکمیل کوی بیست و دو بهمن ساخته شده‌است، با درختان افرا درختکاری شده‌است. این بخش‌های جدیدتر همچنین دارای پیاده‌رویی است که از میان بلوار می‌گذرد و تا بلوار گلریزان در شمال آن امتداد دارد.
در طرح اولیهٔ ساخت این بلوار همانند کوی بیست و دو بهمن، کاربری مسکونی پیش‌بینی شده‌است، اما با رشد جمعیت و تغییرات اقتصادی و اجتماعی در دهه‌های بعد این خیابان کاربری تجاری پیدا کرده و بسیاری از واحدهای مسکونی ویلایی ساخته‌شده در آن به آپارتمان و نیز واحدهای تجاری تغییر کاربری داده‌اند. بخش شمالی این بلوار از تغییر کاربری در امان بوده، اما آپارتمان‌سازی چهرهٔ آن را دگرگون کرده‌است.

## اماکن مهم
- اداره کل راه و شهر سازی استان کرمانشاه
- پارک نوبهار
- دبیرستان دخترانهٔ استقلال

## رخدادهای تاریخی
- در جریان اعتراضات به نتایج دهمین دورهٔ انتخابات ریاست جمهوری ایران، در روز ۲۵ خرداد ۱۳۸۸ تظاهراتی در خیابان نوبهار درگرفت که در جریان آن یک جوان کُرد به نام حسین طهماسبی کشته‌شد.[۲]
- در جریان اعتراضات شهریور ۱۴۰۱، در روز ۲۹ شهریور ۱۴۰۱ تظاهراتی در خیابان نوبهار درگرفت که در جریان آن یک زن کُرد ۶۲ ساله به نام مینو مجیدی کشته‌شد.[۳][۴]

## ورودی‌ها و برخوردگاه‌ها
بلوار نوبهار در مسیر خود از سه‌راه بیست و دو بهمن در جنوب آغاز شده و با گذر از چهارراه نوبهار، چهارراه سیمتری دوم و میدان مرکزی از سمت شمال به بلوار گلریزان می‌رسد.
| از شمال به جنوب                         | از شمال به جنوب      | از شمال به جنوب |
| --------------------------------------- | -------------------- | --------------- |
| پارک گلریزان                            | بلوار گلریزان        |                 |
| خیابان ایثار خیابان بیست و پنج متری خرم | میدان مرکزی          |                 |
| دبیرستان دخترانهٔ استقلال                |                      |                 |
| خیابان سیمتری دوم                       | چهارراه سیمتری دوم   |                 |
| خیابان سیمتری اول پارک نوبهار           | چهارراه نوبهار       |                 |
| خیابان نسترن                            | دوراهی نسترن         |                 |
| بلوار شهید بهشتی جهاد دانشگاهی کرمانشاه | سه‌راه بیست و دو بهمن |                 |
| از جنوب به شمال                         |                      |                 |

## طرح تبدیل خیابان به پیاده‌رو
در فروردین ۱۴۰۳ شهردار کرمانشاه از برنامه‌ریزی برای پیاده‌راه‌سازی خیابان نوبهار در محدودۀ بین چهارراه سی متری دوم و چهارراه نوبهار خبرداد. در ۲۹ خرداد ۱۴۰۳ معاون فنی و شهرسازی شهرداری کرمانشاه اعلام کرد که این طرح در مرحلۀ مطالعات قرار دارد و تا دو ماه دیگر در مورد آن تصمیم‌گیری می‌شود.